# عبد الرحمن العجلان
عبد الرحمن بن عبد الله بن عبد الرحمن العجلان (1938 - 7 مايو 2021) عالم دين سعودي، ولد في محافظة عيون الجواء التابعة لمنطقة القصيم في المملكة العربية السعودية عام 1357 هـ الموافق 1938. تلقى العجلان تعليمه في الكتاتيب ببلدته عيون الجواء، وفي عام 1368 هـ التحق بالمدرسة الفيصلية في بريدة في منطقة القصيم وتخرج منها عام 1371 هـ، وفي عام 1374 هـ التحق بمعهد بريدة العلمي، وفي عام 1379 هـ التحق بكلية الشريعة بجامعة الإمام محمد بن سعود الإسلامية بالرياض، وفي عام 1386 هـ التحق بالمعهد العالي للقضاء عند أول افتتاحه وتخرج منه.

## عمله
عين العجلان عند تخرجه بالمدرسة الفيصلية مدرسا في مدرسة ثرمداء الابتدائية وذلك قبل دراسته بالمعهد العلمي ببريدة، وفي عام 1381 هـ اختير مدرسا في معهد المدينة العلمي قبل تخرجه من كلية الشريعة بالرياض بسنتين، وفي هذه الفترة كلف بالتدريس بالمسجد النبوي بالمدينة المنورة، وفي عام 1386 هـ كلف العجلان بالتدريس بكلية الشريعة بجامعة الإمام محمد بن سعود الإسلامية بالرياض، وفي عام 1387 هـ عين مفتشا في المعاهد العلمية، وفي عام 1405 هـ عين العجلان قاضيا في المحكمة الكبرى بمكة المكرمة واستمر فيها مع التكليف بالتدريس في المسجد الحرام حتى عام 1410 هـ، حيث عين رئيسا لمحاكم منطقة القصيم واستمر فيها على عام 1420 هـ حيث طلب الإحالة إلى التقاعد لمواصلة التدريس في المسجد الحرام، واستمر في التدريس في المسجد الحرام حتى وفاته.

## شيوخه
- عبد العزيز بن باز.
- عبد الله بن حميد.
- محمد الأمين الشنقيطي.
- عبد الرزاق عفيفي.
- صالح الخريص.
- صالح بن إبراهيم البليهي.
- محمد بن عبد الله السبيل.
- عبد الله بن عبد الرحمن الغديان
- علي البراهيم المشيقح.
- إبراهيم العبيد.
- صالح السكيتي.
- محمد المرشد.
- عبد الرحمن الدخيل.
- مناع بن خليل القطان.
- عبد القادر شيبة الحمد.

## وفاته
توفي يوم الجمعة 25 رمضان 1442هـ الموافق 7 مايو 2021.